# 2023-as UEFA-szuperkupa
A 2023-as UEFA-szuperkupa az UEFA-szuperkupa 48. kiírása volt, amelyen az előző szezon Bajnokok Ligája és az Európa-liga győztese mérkőzött meg. A találkozót 2023. augusztus 16-án játszották. A mérkőzés eredeti helyszíne a Kazanyban található Kazany Aréna volt. Az Ukrajna elleni inváziót követően 2023. január 25-én az UEFA végrehajtó bizottsága egy rendkívüli döntése értelmében az eseményt áthelyezték a pireuszi Karaiszkákisz Stadionba. A Manchester City története 1. szuperkupa győzelmét aratta.

## A helyszín

### Az eredeti helyszín kiválasztása
2020. március 2-án az UEFA végrehajtó bizottságának amszterdami ülésén hirdették ki az UEFA-szuperkupa-döntő pályázatai közül győztesnek a Kazany Arénát. Ez lett volna az első UEFA-szuperkupa mérkőzés Oroszország területén és a második UEFA verseny döntője a 2009-es női UEFA-kupa döntőt követően. A stadion korábban otthont adott a 2017-es konföderációs kupa és a 2018-as labdarúgó-világbajnokság egyes mérkőzéseinek.

### Áthelyezés Pireuszba
A 2022-es orosz-ukrán háború kezdetét követően bizonytalanná vált a mérkőzés megrendezése Kazanyban.A FIFA és az UEFA felfüggesztett minden orosz válogatottat és klubcsapatot, melyek kizárásra kerültek a nemzetközi kupasorozatokból. Ezenkívül az UEFA megfosztotta a szentpétervári Kresztovszkij Stadiont a 2022-es UEFA-bajnokok ligája döntő rendezési jogától, így áthelyezve azt a párizsi Stade de France-ba. A Tatár Köztársaság hivatalnokai arra kérték az UEFA-t, hogy a szuperkupa mérkőzés megrendezési joga maradjon Kazany városában.
Végül 2023. január 25-én az UFEA megfosztotta Kazanyt a rendezési jogtól és a pireuszi Karaiszkákisz Stadionba helyezték át a mérkőzést. 
A görög stadionban került megrendezése az 1896-os és a 2004-es nyári olimpiai játékok egyes versenyei, emellett ez a létesítmény adott otthont az 1971-es KEK döntőjének.

## A mérkőzés
| 2023. augusztus 16. 21:00 |

| Manchester City                         | 1–1 (h. u.)     | Sevilla                            |
| --------------------------------------- | --------------- | ---------------------------------- |
| Palmer 65'                              | (1–0, 1–1, 1–1) | 23' EL-Neszjrí                     |
| Büntetőpárbaj                           |                 |                                    |
| Haaland Álvarez Kovačić Grealish Walker | 5–4             | Ocampos Mir Rakitić Montiel Gudelj |

| Karaiszkákisz Stadion, Pireusz Nézőszám: 29 207 Játékvezető: François Letexier (francia) |

| Man. City | Sevilla |

| K             | 31 | Ederson         |  |     |
| JV            | 2  | Kyle Walker (c) |  |     |
| KV            | 25 | Manuel Akanji   |  |     |
| KV            | 24 | Joško Gvardiol  |  |     |
| BV            | 6  | Nathan Aké      |  |     |
| KKP           | 8  | Mateo Kovačić   |  |     |
| KKP           | 16 | Rodri           |  |     |
| JSZ           | 80 | Cole Palmer     |  | 85' |
| TKP           | 47 | Phil Foden      |  |     |
| BSZ           | 10 | Jack Grealish   |  |     |
| CS            | 9  | Erling Haaland  |  |     |
| Cserék:       |    |                 |  |     |
| K             | 18 | Stefan Ortega   |  |     |
| K             | 33 | Scott Carson    |  |     |
| V             | 3  | Rúben Dias      |  |     |
| V             | 5  | John Stones     |  |     |
| V             | 14 | Aymeric Laporte |  |     |
| V             | 21 | Sergio Gómez    |  |     |
| V             | 82 | Rico Lewis      |  |     |
| KP            | 4  | Kalvin Phillips |  |     |
| KP            | 32 | Máximo Perrone  |  |     |
| KP            | 87 | James McAtee    |  |     |
| CS            | 19 | Julián Álvarez  |  | 85' |
| CS            | 52 | Oscar Bobb      |  |     |
| Vezetőedző:   |    |                 |  |     |
| Pep Guardiola |    |                 |  |     |

| K                    | 13 | Bono              |     |       |
| JV                   | 16 | Jesús Navas (c)   |     | 83'   |
| KV                   | 22 | Loïc Badé         | 33' |       |
| KV                   | 6  | Nemanja Gudelj    |     |       |
| BV                   | 19 | Marcos Acuña      |     |       |
| KKP                  | 8  | Joan Jordán       |     |       |
| KKP                  | 10 | Ivan Rakitić      |     |       |
| JSZ                  | 5  | Lucas Ocampos     |     |       |
| TKP                  | 21 | Óliver Torres     |     | 74'   |
| BSZ                  | 17 | Erik Lamela       | 62' | 90+3' |
| CS                   | 15 | Júszef el-Neszjrí |     | 90+3' |
| Cserék:              |    |                   |     |       |
| K                    | 1  | Marko Dmitrović   |     |       |
| V                    | 2  | Federico Gattoni  |     |       |
| V                    | 3  | Adrià Pedrosa     |     |       |
| V                    | 4  | Gonzalo Montiel   |     | 83'   |
| V                    | 27 | Kike Salas        |     |       |
| KP                   | 18 | Djibril Sow       |     |       |
| KP                   | 24 | Alejandro Gómez   |     |       |
| KP                   | 26 | Juanlu            | 90' | 74'   |
| KP                   | 28 | Manu Bueno        |     |       |
| CS                   | 7  | Suso              |     | 90+3' |
| CS                   | 9  | Rafa Mir          |     | 90+3' |
| CS                   | 11 | Jesús Corona      |     |       |
| Vezetőedző:          |    |                   |     |       |
| José Luis Mendilibar |    |                   |     |       |

| A mérkőzés játékosa: Cole Palmer (Manchester City) Játékvezető-asszisztens: Cyril Mugnier (francia) Mehdi Rahmouni (francia) Negyedik játékvezető: Espen Eskås (norvég) Videóbíró: Jérôme Brisard (francia) Videóbíró-asszisztens: Eric Wattellier (francia) Fedayi San (svájci) | Szabályok - 90 perc játékidő - 30 perc hosszabbítás döntetlen esetén - Ha ezt követően sincs döntés, büntetőrúgások következnek - Maximum tizenkét cserejátékos nevezhető - Maximum három cserelehetőség, hosszabbítás esetén plusz egy cserejátékos |